# ナニ・ラウマペ
- ナニ・ラウマペ
- ンガニ・ラウマペ

ナニ・ラウマぺ（Ngani Laumape、1993年4月22日 - ）は、スーパーラグビー・パシフィックのモアナ・パシフィカに所属している、ニュージーランド出身のラグビーユニオン選手。「ンガニ・ラウマペ」表記も見られる。

## プロフィール
- 元ラグビーリーグの選手でジュニア・キウイズに選ばれた[3]。
- ラグビーユニオンにおけるニュージーランド代表キャップは15（2025年6月4日現在）。

## 略歴
パーマストンノースボーイズ高校卒業後、マナワウ、ハリケーンズ、スタッド・フランセを経る。
2022年、コベルコ神戸スティーラーズに加入。
同年12月18日に行われたJAPAN RUGBY LEAGUE ONE第1節横浜キヤノンイーグルス戦にて先発出場で日本での公式戦初出場を果たした。しかし膝の負傷でシーズン中の復帰が難しいため、2023年2月3日付で同年度の選手登録を抹消した。
2025年6月、コベルコ神戸スティーラーズを退団。スーパーラグビー・パシフィックのモアナ・パシフィカに加入した。